# Cleveland (Florida)
Cleveland és una concentració de població designada pel cens del Comtat de Charlotte a l'estat de Florida. Segons el cens del 2000 tenia 3.268 habitants.

## Demografia
Segons el cens del 2000, Cleveland tenia 3.268 habitants, 1.571 habitatges, i 1.007 famílies. La densitat de població era de 229,4 habitants per km².
Dels 1.571 habitatges en un 14,8% hi vivien nens de menys de 18 anys, en un 54,6% hi vivien parelles casades, en un 6,3% dones solteres, i en un 35,9% no eren unitats familiars. En el 29,9% dels habitatges hi vivien persones soles el 17,3% de les quals corresponia a persones de 65 anys o més que vivien soles. El nombre mitjà de persones vivint en cada habitatge era de 2,08 i el nombre mitjà de persones que vivien en cada família era de 2,52.
Per edats la població es repartia de la següent manera: un 14,3% tenia menys de 18 anys, un 5,5% entre 18 i 24, un 17,7% entre 25 i 44, un 26,8% de 45 a 60 i un 35,6% 65 anys o més.
L'edat mediana era de 54 anys. Per cada 100 dones de 18 o més anys hi havia 96,8 homes.
La renda mediana per habitatge era de 31.537 $ i la renda mediana per família de 37.208 $. Els homes tenien una renda mediana de 30.778 $ mentre que les dones 20.667 $. La renda per capita de la població era de 21.468 $. Entorn del 5,9% de les famílies i el 8,4% de la població estaven per davall del llindar de pobresa.

## Poblacions properes
El següent diagrama mostra les poblacions més properes.